# Осипово (Лаптевское сельское поселение)
Осипово — деревня в Пестовском муниципальном районе Новгородской области. Входит в состав Лаптевского сельского поселения. Постоянного населения, согласно всероссийской переписи населения 2010 года, не имеет
Площадь территории деревни — 6,2 га.
Осипово находится на Валдайской возвышенности, на правом берегу реки Берестянка, на высоте 195 м над уровнем моря, в 1 км к югу от Красовского озера и 1,5 км к северу от озера Луко и деревни Лаптево.

## История
В списке населённых мест Устюженского уезда Новгородской губернии за 1909 год деревня Осипово указана как относящаяся к Чернянской волости (2-го стана, 4-го земельного участка). Население деревни Осипово, что была тогда на земле Лаптевского сельского общества — 166 жителей: мужчин — 80, женщин — 86, число жилых строений — 38, в деревне был хлебозапасный магазин и два дегтярных завода. Затем с 10 июня 1918 года до 31 июля 1927 года в составе Ерёминской волости Устюженского уезда Череповецкой губернии, затем в составе Чернянского сельсовета Ореховского района Боровичского округа Ленинградской области. Население деревни в 1928 году — 100 человек. По постановлению ЦИК и СНК СССР от 23 июля 1930 года Боровичский округ был упразднён, а район перешёл в прямое подчинение Леноблисполкому. По постановлению Президиума ВЦИК от 20 сентября 1931 года Чернянский сельсовет передан в Мошенской район в связи с упразднением Ореховского района. По постановлению Президиума ВЦИК от 20 февраля 1937 года Чернянский сельсовет перечислен в Пестовский район из Мошенского района. По Указу Президиума Верховного Совета СССР от 5 июля 1944 года Пестовский район был передан из Ленинградской области во вновь образованную Новгородскую область. Решением Новгородского облисполкома № 1171 от 27 сентября 1950 года Осипово из Чернянского сельсовета передано в Лаптевский сельсовет.
С принятием закона от 6 июля 1991 года «О местном самоуправлении в РСФСР» была образована Администрация Лаптевского сельсовета (Лаптевская сельская администрация), затем Указом Президента РФ № 1617 от 9 октября 1993 года «О реформе представительных органов власти и органов местного самоуправления в Российской Федерации» деятельность Лаптевского сельского Совета была досрочно прекращена, а его полномочия переданы Администрации Лаптевского сельсовета. По результатам муниципальной реформы, с 2005 года деревня входит в состав муниципального образования — Лаптевское сельское поселение Пестовского муниципального района (местное самоуправление), по административно-территориальному устройству подчинена администрации Лаптевского сельского поселения Пестовского района. В 2012 году Новгородская областная дума (постановлением № 50-5 ОД от 25.01.2012) постановила уведомить Правительство Российской Федерации об упразднении, в числе прочих, Лаптевского сельсовета Пестовского района.